# Daniel Reyes (bokser)
Daniel Antonio Reyes Torres (ur. 5 maja 1972 w Cartagena del Chairá) – kolumbijski bokser, były zawodowy mistrz świata wagi słomkowej (do 105 funtów) organizacji IBF.

## Kariera amatorska
Startował w Igrzyskach Panamerykańskich w Mar del Plata (Argentyna) w 1995. Pokonał Argentyńczyka Luisa Alberto Lazarte i w ćwierćfinale przegrał z Amerykaninem Albertem Guardado.
Reprezentował swój kraj na Igrzyskach Olimpijskich w Atlancie w wadze muszej. Pokonał Etiopczyka Tebebu Behonegna oraz Syryjczyka Khaleda Falaha. Przegrał w ćwierćfinale z Rosjaninem Albertem Pakiejewem.

## Kariera zawodowa
Karierę zawodową rozpoczął 20 grudnia 1996. Do marca 2000 stoczył  25 walk, wszystkie wygrywając. W tym okresie zdobył tytuł mistrza Kolumbii w wadze słomkowej.
29 kwietnia 2001 stanął przed szansą zdobycia tytułu mistrza świata IBF w wadze słomkowej. O wakujący tytuł spotkał się z Meksykaninem Robertem Carlosem Leyvą. Przegrał jednogłośnie na punkty i była to jego pierwsza porażka w karierze.
Po siedmiu wygranych walkach (wszystkie przed czasem) i jednym remisie stanął ponownie do pojedynku o tytuł mistrza IBF. 4 października 2003 w Los Angeles pokonał Meksykanina Edgara Cardenasa przez TKO w 6r i został nowym mistrzem.
W pierwszej obronie tytułu, 10 kwietnia 2004, spotkał się ponownie z Leyvą. Tym razem zwyciężył przez TKO w 3r. Ponowna próba obrony tytułu była mniej udana. 14 września po niejednogłośnej decyzji sędziów przegrał z Muhammadem Rachmanem i utracił pas.
Po zdobyciu tytułu WBC Latino w wadze muszej ponownie próbował zdobyć tytuł mistrza świata w wadze słomkowej, tym razem organizacji WBO. 10 grudnia 2005 przegrał z obrońcą tytułu Ivánem Calderónem jednogłośnie na punkty.
Po kilku kolejnych walkach (zdobycie tytułu WBA Fedelatin w junior muszej i porażka z przyszłym mistrzem świata Giovanim Segurą) zdobył, 26 września 2008, tymczasowy tytuł WBO w wadze słomkowej. Pokonał przyszłego mistrza świata IBF w junior muszej Argentyńczyka Luisa Alberto Lazarte. Już w następnej walce, 6 grudnia, stracił go przegrywając przez KO w 4r z Manuelem Vargasem. Po kolejnej porażce przed czasem, 4 grudnia 2009, zakończył karierę.